# Бортовский, Матвей Нестерович
Матвей Нестерович Бортовский (1918—1962) — полковник Советской Армии, участник советско-финской и Великой Отечественной войн, Герой Советского Союза (1945).

## Биография
Матвей Бортовский родился 17 июля 1918 года в селе Довбыши (ныне — Чудновский район Житомирской области Украины) в семье крестьянина. Окончил восемь классов школы. В 1938 году был призван на службу в Рабоче-крестьянскую Красную Армию. Принимал участие в советско-финской войне. В 1941 году вступил в ВКП(б). С начала Великой Отечественной войны — на её фронтах. В 1943 году окончил бронетанковые курсы усовершенствования офицерского состава. К апрелю 1945 года майор Матвей Бортовский командовал 9-м танковым полком 19-й механизированной бригады 1-го механизированного корпуса 2-й гвардейской танковой армии 1-го Белорусского фронта. Отличился во время боёв в Германии.
19 апреля 1945 года в районе населённого пункта Херцхорн в 10 километрах к северу от города Букков полк Бортовского уничтожил 30 орудий и около 200 вражеских солдат и офицеров. 24 апреля, находясь в передовом отряде корпуса, полк прорвался в северную часть Берлина и, рассеяв немецкое охранение, захватил военный завод и склад, где были обнаружены 48 новых исправных орудий, более 150 запасных стволов к орудиям и 2 тысяч пулемётов.
Указом Президиума Верховного Совета СССР от 31 мая 1945 года за «успешное командование полком, образцовое выполнение боевых заданий командования и проявленные при этом геройство и мужество» майор Матвей Бортовский был удостоен высокого звания Героя Советского Союза с вручением ордена Ленина и медали «Золотая Звезда» за номером 5845.
После окончания войны Бортовский продолжил службу в Советской Армии. В 1952 году окончил Военную академию бронетанковых и механизированных войск, после чего был в ней преподавателем. Умер 12 июня 1962 года, похоронен на Введенском кладбище (10 уч.).
Также был награждён двумя орденами Красного Знамени, орденами Александра Невского и Красной Звезды, а также рядом медалей.